# 데지레 (영화)
데지레(Desiree)는 미국에서 제작된 헨리 코스터 감독의 1954년 영화이다. 말론 브란도 등이 주연으로 출연하였고 줄리앙 블로스타인 등이 제작에 참여하였다.

## 출연

### 주연
- 말론 브란도
- 진 시몬즈
- 메르 오베른

### 조연
- 마이클 레니
- 캐머런 미첼
- 엘리자베스 셀러스
- 캐슬린 네스비트
- 이블린 바든
- 이소벨 엘솜
- 존 호이트
- 앨런 네이피어
- 샤롯 오스틴

## 제작진
- 미술: 레런드 풀러
- 미술: 라일 R. 휠러
- 의상: 린 허버트
- 의상: 찰스 르 마리